# Palindrom

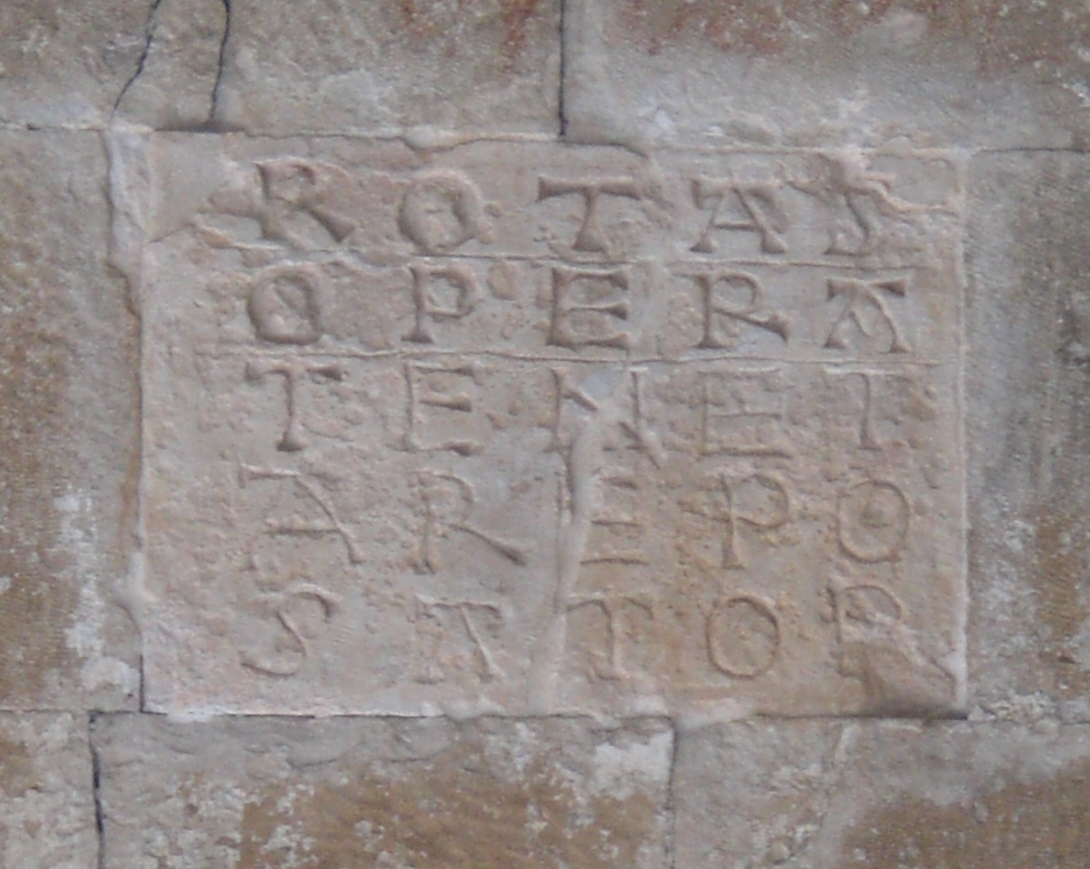
SATOR AREPO TENET OPERA ROTAS. A mágikus négyzetben a betűk újbóli elrendezése, a Pater noster (Miatyánk) szavakat kereszt alakban adja ki. Az ezeket a betűket tartalmazó mozaikokat a Római Birodalom több helyén is fellelték. A több évezreden keresztül ismert és bajelhárításra „használt” sator-négyzetben az a különös, hogy ugyanazok a szavak kerekednek ki belőle, bármelyik irányból olvassuk is. Ezt a palindrómot amulettként az ókorban nyakba akasztva is viselték. Ha rendezgetjük a betűket, akkor a PATERNOSTER feliraton kívül az A és O betű jön ki, utalva Alfa és Omega (kezdetre és végre). Szinte biztosra vehető, hogy az őskeresztények titkos azonosítója is volt.

A palindrom vagy (régiesebb elnevezéssel) palindróma a szójátékoknak, azon belül is az anagrammáknak az egyik fajtája. Kétféle értelemben használatos:
- (a szűkebb, eredeti értelemben) olyan szó vagy szókapcsolat, amely visszafelé olvasva is ugyanaz,
- (tágabb értelemben) olyan szó vagy szókapcsolat, amely visszafelé olvasva is értelmes (bár nem azonos az eredetivel).

A betűk tagolásának természetesen nem kell megegyeznie, és sokszor a rövid vagy hosszú magán- és mássalhangzók különbségét, valamint a kiejtett hangok szabályos rögzítését (például „haggya”) is figyelmen kívül hagyják.
A palindrom szó melléknévként is használatos olyan betűsorokra, amelyek visszafelé olvasva is értelmesek, illetve az eredetivel azonosak. (Rád rohan a hordár.)

## Története
A palindromok készítése minden nyelvben régóta megtalálható, bár néhány esetben az írás jellegzetességei miatt (például a japán szótagírás vagy a kínai fogalomírás esetében) a szabályok kissé eltérhetnek. Az egyik legrégebbi ismert palindrom egy isztambuli Bizánci Birodalom-korabeli templom keresztelőkútjának görög nyelvű felirata:
(Azaz „Nipszon anómémata mé mónan opszin”, „Vétkeimet is mosd le, ne csak az arcomat”).

## Magyar nyelvű palindromok képekkel
http://www.wekerlekos.hu/download/palindrom.htm